# Ozarba negrottoi
Ozarba negrottoi là một loài bướm đêm trong họ Noctuidae.